# Tiglat-Pileser III.
Tiglat-Pileser III. (klinopisno  𒆪𒋾𒀀𒂍𒊹𒊏 TUKUL.TI.A.É.ŠÁR.RA, akadsko Tukultī-apil-Ešarra, poslovenjeno moje zaupanje je v Eššarjevem sinu,  hebrejsko תִּגְלַת פִּלְאֶסֶר‬ Tiglat Pil’eser) je bil slaven kralj Asirije, ki je vladal od leta 745 do 727 pr. n. št. Na oblast je prišel med državljanslo vojno in pobil vladajočo kraljevo družino. V cesarstvu je organiziral prvo stalno profesionalno vojsko in uvedel temeljite  civilne, vojaške in politične reforme, s katerimi je znatno izboljšal njegovo učinkovitost in varnost.
Tiglat-Pileser III. je podjarmil večino Bližnjega vzhoda: v Mezopotamiji Babilonce in Kaldejce, na Arabskem polotoku pa Arabce, Meluhe in Dilmunite.  Na jugozhodu je osvojil Izrael, Judejo, Filistejo, Samaro, Moab, Edom, Sutejo in Nabatejo, na severu Urartu, Armenijo in Skitijo,  na Kavkazu Kimerijo in Nairi ter vzhodne in jugozahodne dele Anatolije, med njimi Hetite, Frigijo, Kilikijo, Komageno, Tabal, Kordueno in Karijo. Osvojil je tudi Ciper in Aram (sodobna Sirija) in sredozemske mestne države v Feniciji/Kanaanu. Na vzhodu je podjarmil Perzijo, Medijo, Gutij, Manejo, Cisijo in Elam. Kasneje se je  kronal tudi za kralja Babilonije.
S prisilnimi preselitvami več tisoč podložnikov po celem cesarstvu  je zatrl več uporov proti  asirski oblasti. Bil je eden od najuspešnejših vojaških poveljnikov v svetovni zgodovini, ki je osvojil večino njemu znanega sveta. 

## Prihod na oblast
Tiglat-Pileser III. je bil guverner Kalhuja (biblijski Kalah/Nimrud) in general, ki je prišel na prestol 13. ajaruja 745 pr. n. št.  v državljanski vojni z nasilno odstavitvijo in pobojem vladajoče kraljevske družine.  Po prevzemu oblasti se je preimenoval v Tiglat-Pileserja in se prilazoval kot zakonski sin asirskega kralja  Adad-nirarija III. Njegovo očetovstvo ni zanesljivo potrjeno.
Okrnjen napis potrjuje, da je bil sin Adad-nirarija III.,  na Seznamu asirskih kraljev pa je prikazan kot sin Ahur-nirarija V., vnuka Adad-nirarija III. Da bi bil zmeda popolna, je na slednjem seznamu Adad-nirari III. štiri mesta pred Tiglat-Pileserjem III. V asirskih dokumentih je zelo malo podatkov o Adad-nirariju  III. in nobenega, ki bi se nanašal na Šalmaneserja III. ali Ašur-Dana III.
Babilonski zapisi niso tako skopi in omenjajo Puluja (Tiglat-Pileserja III.), sina Ululaja.  Njegovo ime in imeni njegovih sinov so zapisani v asirski obliki, s čimer  so želeli Babilonci poudariti,  da so zanje tujci in uzurpatorji asirske krone. Istovetenje biblijskega Pula (2 Kralji 15:19) s Tiglat-Pileserjem III. podpira trojezični feničanski napis iz Incirlija,  ki se bere פאל מל[ך] אשר רב – Pulu, veliki kralj Asirije.

## Vladanje
Asirska moč na Bližnjem vzhodu se je močno okrepila tudi zaradi Tiglat-Pileserjevih reform asirske vojske in njegovih pohodov in osvajanj. Po prihodu na prestol leta 745 pr. n. št. je že v prvem vladarskem letu priključil Babilonijo in za guvernerja imenoval enega od svojih evnuhov. V istem letu je porazil tudi močno kraljestvo Urartu (Armenija), ki je pod Sardurijem II. obsegalo tudi Anatolijo, severno Mezopotamijo, zahodni Iran in Sirijo. V Urartuju je dobil izjemne konje za svoje bojne vozove. Po porazu Medijcev je začel vojno za osvojitev Novohetitskega kraljestva, Sirije in Fenicije. Leta 740 pr. n. št. je po treh letih obleganja osvojil Arpad in ga kot provinco priključil k svojemu cerstvu. Hamat je prisilil, da mu je začel plačevati davek. Istega leta je premagal  kralja Judeje Azariaha (Uzziah), kar opisuje Druga kroniška knjiga 26. Osvojil je tudi Damask, kjer je vladala arabska kraljica Zabibe, in premagal izraelskkega kralja Menahema in samarskega kralja Samala. Leta 737 in 736 pr. n. št. je svojo pzornost preusmeril proti Iranu, premagal Medijce in Perzijce in osvojil velik del Irana. Iz njegovih napisov je razvidno je veliko prebivalcev zasužnjil in preselil v druge dele asirskega cesarstva, kar so počeli že njegovi predhodniki. Prebivalce obleganih mest je po njihovi osvojitvi pobil. Njihova trupla je nataknil na kole in jih razstavil pred mestom. Oktobra 729 pr. n. št. je prevzel popolno oblast nad Babilonijo. Babilonskega kralja Nabu-mukin-zerija je ujel in sebe okronal za Puluja Babilonskega.

## Omembe v Bibliji
Biblija opisuje, da  je Pul  (Tiglat-Pileser III.)  od izraelskega kralja Menahema  pobral 1.000 talentov srebra davka (2 Kralji 15:19) in kasneje porazil njegovega naslednika Pekaha (2 Kralji 15:29).
Pekah je sklenil zavezništvo z aramejskim kraljem proti judejskemu kralju Ahazu, v Asiriji znanem kot Jahu-hazi. Slednji je za pomoč prosil asirskega kralja in mu zanjo ponudil tempeljsko zlato in srebro. Tiglat-Pileser se je takoj odzval. Z vojsko je odšel na pohod ob vzhodni  sredozemski obali in na poti  proti Egiptu osvojil vsa obalna mesta in svojemu sovražniku odrezal dostop do morja. Zatem se je obrnil proti Izraelskemu kraljestvu in uničil njegovo vojsko. Reubenite, Gadite in prebivalce Manaseha je odpeljal   v Halah, Habor, Haro in k reki  Gozan (1 Kroniška 5:26). Za izraelskega marionetnega kralja je imenoval Hošeja (vladal 732-723 pr. n. št.). Pohod je zaključil s pohodi ne sever in zahod, pustošenjem Arameje, osvojitvijo Damaska, usmrtitvijo Rezina in deportacijo preživelih v Kir (2 Kralji 16:9).

## Reforme
Tiglat-Pileser III. je po prihodu na prestol izvedel več reform, ki so  verjetno pripomogle k ponovni vzpostavitvi asirske nadoblasti na Bližjem vzhodu.
S prvo reformo je omejil oblast visokih asirskih uradnikov, ki se je razbohotila med vladanjem njegovih predhodnikov. Uradniki, na primer turtanu (general) Šamši-ilu  in drugi uradniki od Adad-nirariija III. dalje, so pogosto organizirali svoje vojne pohode in postavljali svoje spominske stele, na katerih kralj sploh ni bil omenjen. Iz Tiglat-Pileserjevih napisov z začetka njegoveg vladanje je razvidno, da je za guvernerje na novo osvojenih pokrajin imenoval evnuhe, s čimer je preprečil, da bi guvernerski položaj postal deden. Moč obstoječih guvernerjev je zmanjšal z zmanjšanjem velikosti provinc, s čimer je omejil njihove vire in verjetnost upora. Večje število provinc je pomenilo tudi večje število njemu zvestih guvernerjev in manjšo moč posameznega guvernerja.  
Druga reforma je bila usmerjena na asirski armado. V svojo vojsko, sestavljeno večinoma iz Asircev, ki se je na pohode odpravljala praviloma samo poleti,  je vključil tudi vojake iz odjarmljenih provinc. Tuji del vojske je sestavljala predvsem lahka pehota, medtem ko so njen asirski del sestavljali lahka konjenica, težka pehota in bojni vozovi.  Asirska armada se je s tem močno povečala in bila sposobna delovati celo leto.

## Zapuščina
Osojitve in reforme Tiglat-Pileserja  III. so privedle do ustanovitve Novoasirskega kraljestva kot pravega cesarstva. Tiglat-Pileser je v Kalhuju (biblijski Sala/Nimrud) zgradil kraljevo palačo, tako imenovano »centralno palačo«, ki jo je kasneje porušil Asarhadon. Svoje vojaške dosežke je upodobil na plitvih reliefih po celi kraljevi  palači.
Po smrti leta 727 pr. n. št. ga je kot Šalmaneser V. nasledil sin Ululaju. Sin je nadaljeval očetove vojne pohode v Levantu, porazil Egipt in osvojil Samarijo.